# Lukas Reichel
Lukas Reichel (* 17. Mai 2002 in Nürnberg) ist ein deutscher Eishockeyspieler, der seit Juni 2021 bei den Chicago Blackhawks in der National Hockey League (NHL) unter Vertrag steht und parallel für deren Farmteam, die Rockford IceHogs, in der American Hockey League (AHL) auf der Position des linken Flügelstürmers zum Einsatz kommt.

## Karriere
Reichel, der im fränkischen Nürnberg zur Welt kam, während sein Vater Martin dort für die Ice Tigers in der Deutschen Eishockey Liga (DEL) spielte, erlernte das Eishockeyspielen im Juniorenbereich bei den Frankfurt Lions und Starbulls Rosenheim. Dorthin hatte ihn der weitere Karriereweg seines Vaters geführt. In Rosenheim spielte der junge Stürmer bis zu seinem 16. Lebensjahr und war dabei bis zum Ende der Saison 2017/18 unter anderem für die Juniorenteams in der Schüler-Bundesliga und Deutschen Nachwuchsliga (DNL) aktiv.

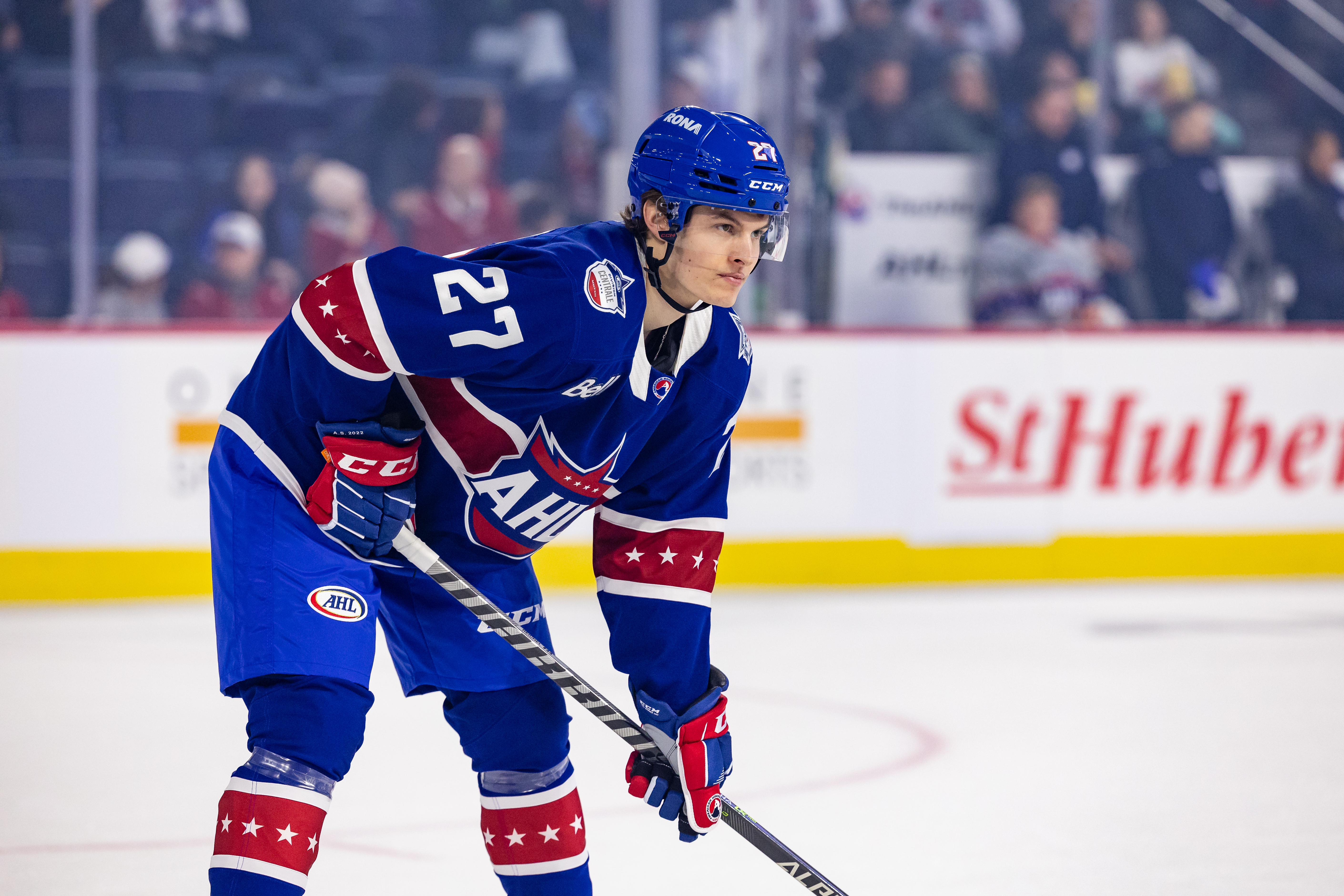
Reichel beim AHL All-Star Classic 2023

Im Sommer 2018 wechselte der Angreifer schließlich in die deutsche Bundeshauptstadt zu den Eisbären Juniors Berlin, wo er die Spielzeit in der U20-Mannschaft in der DNL verbrachte. Dabei sammelte er in 32 Einsätzen 42 Scorerpunkte, womit er bester Scorer seines Teams war. Zur Saison 2019/20 erarbeitete sich Reichel einen Stammplatz im Kader des DEL-Mutterklubs Eisbären Berlin, wo der 17-Jährige schnell zum Stammspieler avancierte. Zusätzlich wurde er für die Spielzeit mit einer Förderlizenz für die Lausitzer Füchse in der DEL2 ausgestattet, kam für das Team jedoch letztlich nicht zum Einsatz. Die Spielzeit 2020/21 schloss er schließlich als Deutscher Meister ab. Reichel erzielte in dieser Saison in insgesamt 47 Spielen 32 Scorerpunkte (12 Tore).
Im Juni 2021 statteten ihn die Chicago Blackhawks mit einem auf drei Jahre befristeten Einstiegsvertrag aus und wurde dort zum Beginn der Saison 2021/22 im Farmteam Rockford IceHogs in der American Hockey League (AHL) eingesetzt. Zum Jahresanfang 2022 wurde der Stürmer erstmals ins NHL-Aufgebot Chicagos beordert, nachdem er in der AHL bis dato in 20 Saisonspielen ebenso oft gepunktet hatte. Die AHL-Saison beendete er letztlich mit einem Punkteschnitt von über 1,0 pro Spiel. Auch die folgende Spielzeit verbrachte Reichel größtenteils in Rockford, wo er in 55 Spielen 51-mal punktete und seine Vorjahresleistungen bestätigte. Währenddessen kam er auch zum 23 Spielen für die im Neuaufbau befindlichen Blackhawks, bei denen er 15 Scorerpunkte sammelte. Am Saisonende fand er sich im erstmals ausgezeichneten AHL Top Prospects Team wieder.

### International

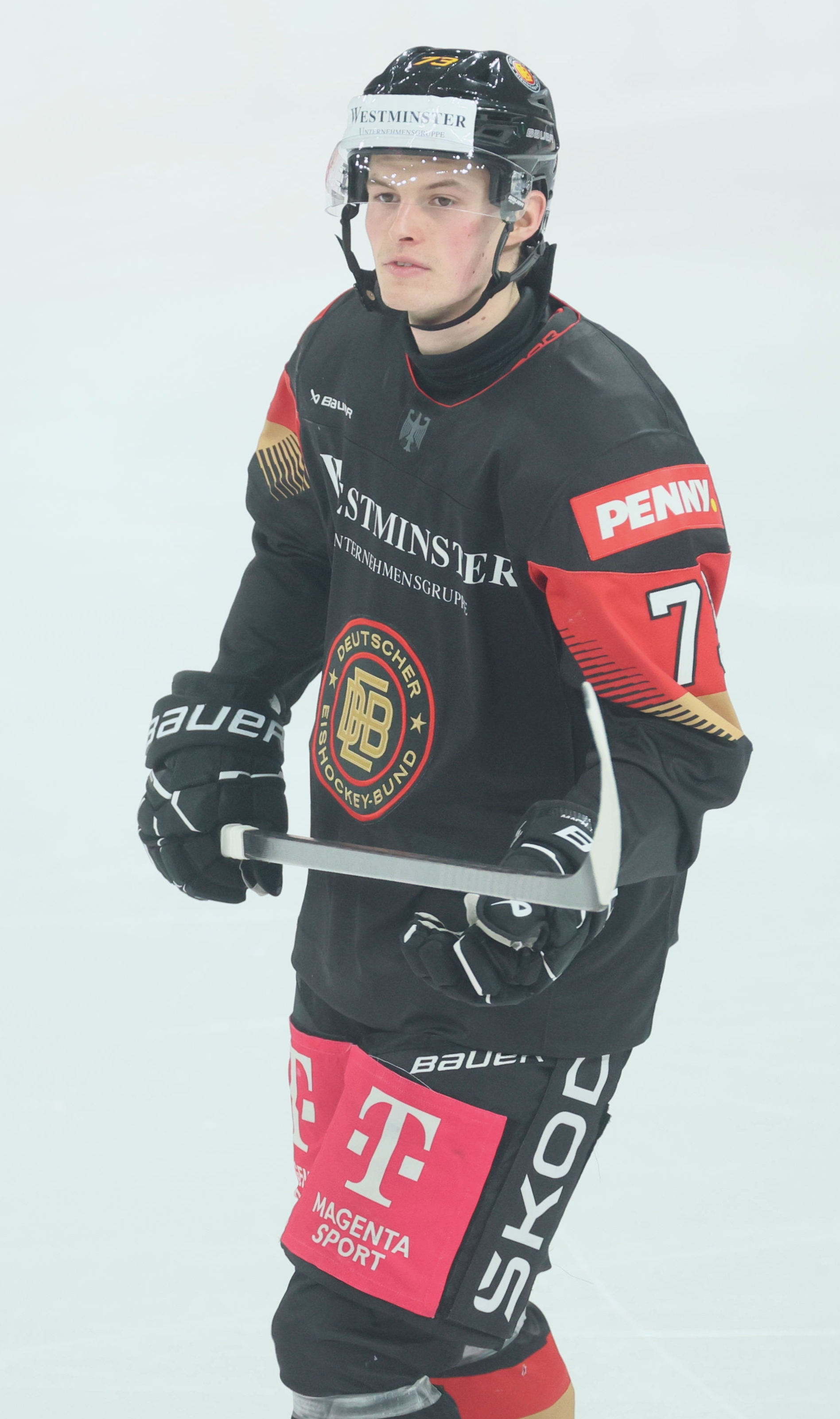
Reichel als Spieler der deutschen Nationalmannschaft (2025)

Reichel gehört bereits seit der Altersklasse U16 den Kadern der deutschen Junioren-Nationalmannschaften an. Sein erstes großes internationales Turnier bestritt er mit der U18-Junioren-Weltmeisterschaft der Division IA 2019 im französischen Grenoble. Dort gelang ihm mit dem deutschen Team nach vier Jahren der Wiederaufstieg in die Top-Division. Der Stürmer steuerte in fünf Turnierspielen ebenso viele Scorerpunkte bei. Darunter befanden sich drei Tore.
Im Rahmen der Weltmeisterschaft 2021 gab Reichel sein Debüt für die A-Nationalmannschaft seines Heimatlandes und belegte dort mit ihr den vierten Platz. Weitere Teilnahmen des Stürmers an der Weltmeisterschaft folgten in den Jahren 2022, 2024 und 2025.

## Erfolge und Auszeichnungen
- 2021 Deutscher Meister mit den Eisbären Berlin
- 2023 Teilnahme am AHL All-Star Classic
- 2023 AHL Top Prospects Team

### International
- 2019 Aufstieg in die Top-Division bei der U18-Junioren-Weltmeisterschaft der Division IA

## Karrierestatistik
Stand: Ende der Saison 2024/25

### International
Vertrat Deutschland bei:
| - U18-Junioren-Weltmeisterschaft der Division IA 2019 - U20-Junioren-Weltmeisterschaft 2020 - Weltmeisterschaft 2021 | - Weltmeisterschaft 2022 - Weltmeisterschaft 2024 - Weltmeisterschaft 2025 |

(Legende zur Spielerstatistik: Sp oder GP = absolvierte Spiele; T oder G = erzielte Tore; V oder A = erzielte Assists; Pkt oder Pts = erzielte Scorerpunkte; SM oder PIM = erhaltene Strafminuten; +/− = Plus/Minus-Bilanz; PP = erzielte Überzahltore; SH = erzielte Unterzahltore; GW = erzielte Siegtore; 1 Play-downs/Relegation; Kursiv: Statistik nicht vollständig)

## Familie
Reichel entstammt einer Eishockeyfamilie, die ihre Wurzeln im heutigen Tschechien hat. Sein Vater Martin und dessen älterer Bruder Robert wurden in Most in der damaligen Tschechoslowakei geboren. Während Martin Reichel den Großteil seiner aktiven Karriere in Deutschland verbrachte und ab 1994 für die deutsche Nationalmannschaft auflief, verfolgte Robert Reichel eine Karriere in Nordamerika, wo er 900 Spiele in der National Hockey League absolvierte. Als langjähriger Nationalspieler der tschechischen Nationalmannschaft wurde er Olympiasieger und dreifacher Weltmeister.
Reichels älterer Bruder Thomas Reichel ist ebenfalls professioneller Eishockeyspieler und begann seine Karriere zur Saison 2018/19 bei den Lausitzer Füchsen in der DEL2. Ihr Cousin Kristian Reichel, der Sohn Roberts, spielt seit 2018 ebenso im Profibereich.